# Себастіан Версхюрен
Себастіан Версхюрен (нід. Sebastiaan Verschuren, 7 жовтня 1988) — нідерландський плавець.
Учасник Олімпійських Ігор 2012, 2016 років.
Призер Чемпіонату світу з водних видів спорту 2015 року.
Чемпіон Європи з водних видів спорту 2016 року, призер 2010 року.
Призер Чемпіонату Європи з плавання на короткій воді 2013 року.